# Ulead MediaStudio Pro
MediaStudio Pro ist eine eingestellte Videoschnittsoftware des Unternehmens Ulead Systems, die sowohl für Hobby- als auch für Profi-Anwender konzipiert ist.

## Ulead MediaStudio Pro 8
Die aktuelle Version 8 des Ulead MediaStudio Pro verfügte über eine neue Benutzeroberfläche, bietet die Möglichkeit, HDV (High Definition Video)-Material zu bearbeiten, und unterstützt Dolby Digital 5.1 Surround-Audiospuren mit Kanalsteuerung. Außerdem standen dem Anwender integrierte Werkzeuge wie der Smart-Compositor (für Titelsequenzen und Übergänge) und Smart-Proxy (für mobile Echtzeitbearbeitung von HDV) zur Verfügung.
Die Version 8 war in Deutschland ab Ende Oktober 2005 im Handel erhältlich.
MediaStudio Pro 8 war laut Angabe des Herstellers nicht kompatibel zu Windows Vista, eine Aktualisierung war nicht geplant.
Die Software wurde nach der Übernahme Uleads durch Corel im Jahr 2006 nicht mehr weiterentwickelt, allerdings gibt es eine Nachfolge-Software: Corel VideoStudio.